# Írország az 1952. évi nyári olimpiai játékokon
Írország a finnországi Helsinkiben megrendezett 1952. évi nyári olimpiai játékok egyik részt vevő nemzete volt. Az országot az olimpián 6 sportágban 19 sportoló képviselte, akik összesen 1 érmet szereztek.

## Érmesek
| Érem  | Versenyző    | Sportág   | Versenyszám |
| ----- | ------------ | --------- | ----------- |
| Ezüst | John McNally | Ökölvívás | Harmatsúly  |

## Atlétika
Férfi
| Versenyző  | Versenyszám | Előfutam | Előfutam | Előfutam | Negyeddöntő | Negyeddöntő | Negyeddöntő | Elődöntő | Elődöntő | Elődöntő | Döntő     | Döntő    |
| Versenyző  | Versenyszám | Idő      | Hely.    | Össz.    | Idő         | Hely.       | Össz.       | Idő      | Hely.    | Össz.    | Idő       | Helyezés |
| ---------- | ----------- | -------- | -------- | -------- | ----------- | ----------- | ----------- | -------- | -------- | -------- | --------- | -------- |
| Paul Dolan | 100 m       | 11,12    | 3.       | 23.*     | kiesett     | kiesett     | kiesett     | kiesett  | kiesett  | kiesett  | kiesett   | kiesett  |
| Paul Dolan | 200 m       | 22,04    | 2.       | 13.      | 22,15       | 3.          | 22.         | kiesett  | kiesett  | kiesett  | kiesett   | kiesett  |
| Paul Dolan | 400 m       | 48,81    | 3.       | 23.      | kiesett     | kiesett     | kiesett     | kiesett  | kiesett  | kiesett  | kiesett   | kiesett  |
| Joe West   | Maraton     |          |          |          |             |             |             |          |          |          | 2:56:22,8 | 49.      |

* - két másik versenyzővel azonos időt/eredményt ért el

## Birkózás
Szabadfogású
| Versenyző | Versenyszám | 1. forduló               | 2. forduló               | 3. forduló        | 4. forduló        | 5. forduló        | 6. forduló        | 7. forduló        | 8. forduló        | Helyezés |
| Versenyző | Versenyszám | Ellenfél Eredmény        | Ellenfél Eredmény        | Ellenfél Eredmény | Ellenfél Eredmény | Ellenfél Eredmény | Ellenfél Eredmény | Ellenfél Eredmény | Ellenfél Eredmény | Helyezés |
| --------- | ----------- | ------------------------ | ------------------------ | ----------------- | ----------------- | ----------------- | ----------------- | ----------------- | ----------------- | -------- |
| Jack Vard | 67 kg       | Dick Garrard (AUS) · 0-3 | Tommy Evans (USA) · 7:29 | kiesett           | kiesett           | kiesett           | kiesett           | kiesett           | kiesett           | 17.      |

## Lovaglás
Lovastusa
| Versenyző                                          | Ló                          | Versenyszám | Díjlovaglás | Díjlovaglás | Tereplovaglás | Tereplovaglás | Tereplovaglás | Díjugratás | Díjugratás | Végeredmény | Végeredmény |
| Versenyző                                          | Ló                          | Versenyszám | Bünt.       | Hely.       | Bünt.         | Hely.         | Össz.         | Bünt.      | Hely.      | Bünt.       | Helyezés    |
| -------------------------------------------------- | --------------------------- | ----------- | ----------- | ----------- | ------------- | ------------- | ------------- | ---------- | ---------- | ----------- | ----------- |
| Mark Darley                                        | Emily Little                | Egyéni      | -152,66     | 36.         | -253          | 34.           | 34.           | -10        | 10.        | -415,66     | 33.         |
| Harry Freeman-Jackson                              | Cuchulain                   | Egyéni      | -183,66     | 56.         | -55           | 25.           | 26.           | -30        | 31.        | -268,66     | 27.         |
| Ian Hume-Dudgeon                                   | Hope                        | Egyéni      | -162,20     | 43.         | -87           | 27.           | 28.           | -20        | 24.        | -269,20     | 28.         |
| Harry Freeman-Jackson Ian Hume-Dudgeon Mark Darley | Cuchulain Hope Emily Little | Csapat      | -498,52     | 14.         | -395          | 6.            | 6.            | -60        | 4.         | -953,52     | 6.          |

## Ökölvívás
| Versenyző      | Versenyszám  | Selejtező                       | Nyolcaddöntő                   | Negyeddöntő                    | Elődöntő                               | Döntő                         | Helyezés |
| Versenyző      | Versenyszám  | Ellenfél Eredmény               | Ellenfél Eredmény              | Ellenfél Eredmény              | Ellenfél Eredmény                      | Ellenfél Eredmény             | Helyezés |
| -------------- | ------------ | ------------------------------- | ------------------------------ | ------------------------------ | -------------------------------------- | ----------------------------- | -------- |
| Ando Reddy     | Légsúly      | Aristide Pozzali (ITA) · 0-3    | kiesett                        | kiesett                        | kiesett                                | kiesett                       | 16.      |
| John McNally   | Harmatsúly   |                                 | Alejandro Ortuoste (PHI) · 3-0 | Vincenzo Dall'Osso (ITA) · 3-0 | Kang Dzsunho (Gang Jun-ho) (KOR) · 3-0 | Pentti Hämäläinen (FIN) · 1-2 |          |
| Tommy Reddy    | Pehelysúly   | Stevan Redli (YUG) · KO         | kiesett                        | kiesett                        | kiesett                                | kiesett                       | 17.      |
| Kevin Martin   | Könnyűsúly   | Marcel Van De Keere (BEL) · 2-1 | Gheorghe Fiat (ROU) · 0-3      | kiesett                        | kiesett                                | kiesett                       | 9.       |
| Terry Milligan | Kisváltósúly | Ibrahim Afsharpour (IRI) · 3-0  | Piet van Klaveren (NED) · 3-0  | Bruno Visintin (ITA) · 0-3     | kiesett                                | kiesett                       | 5.       |
| Peter Crotty   | Váltósúly    | Harry Gunnarsson (SWE) · TKO    | kiesett                        | kiesett                        | kiesett                                | kiesett                       | 17.      |
| Willie Duggan  | Középsúly    | Vasile Tiță (ROU) · DISQ        | kiesett                        | kiesett                        | kiesett                                | kiesett                       | 17.      |
| John Lyttle    | Nehézsúly    | Jean Lansiaux (FRA) · 0-3       | kiesett                        | kiesett                        | kiesett                                | kiesett                       | 16.      |

## Vitorlázás
| Versenyző  | Versenyszám | Futam | Futam | Futam | Futam | Futam | Futam | Futam | Pontszám | Helyezés |
| Versenyző  | Versenyszám | 1     | 2     | 3     | 4     | 5     | 6     | 7     | Pontszám | Helyezés |
| ---------- | ----------- | ----- | ----- | ----- | ----- | ----- | ----- | ----- | -------- | -------- |
| Alf Delany | Finn dingi  | 402   | 186   | 372   | 269   | 133   | 133   | 946   | 2308     | 21.      |

## Vívás
Férfi
| Versenyző        | Versenyszám       | 1. forduló | 1. forduló | 2. forduló | 2. forduló | Elődöntő            | Elődöntő | Döntő               | Döntő   |
| Versenyző        | Versenyszám       | Ellenfelek Eredmény | Hely.      | Ellenfelek Eredmény | Hely.      | Ellenfelek Eredmény | Hely.    | Ellenfelek Eredmény | Hely.   |
| ---------------- | ----------------- | --- | ---------- | --- | ---------- | ------------------- | -------- | ------------------- | ------- |
| Patrick Duffy    | Tőr, egyéni       | Leif Klette (NOR) · Nils Rydström (SWE) · Luke Wendon (GBR) · John Fethers (AUS) · Julius Eisenecker (GER) · Ernst Rau (SAA) · Giovanni Bertorelli (VEN) · 2-4 (27)                | 5.**       | kiesett | kiesett    | kiesett             | kiesett  | kiesett             | kiesett |
| Patrick Duffy    | Párbajtőr, egyéni | Rerrich Béla (HUN) · Allan Jay (GBR) · César Pekelman (BRA) · Wojciech Rydz (POL) · Yury Deksbakh (URS) · Vasile Chelaru (ROU) · Giovanni Bertorelli (VEN) · 1-6 (19)              | 7.*        | kiesett | kiesett    | kiesett             | kiesett  | kiesett             | kiesett |
| Harry Thuillier  | Tőr, egyéni       | Bo Eriksson (SWE) · Nicolae Marinescu (ROU) · Norman Casmir (GER) · Sergio Iesi (URU) · Jock Gibson (AUS) · 2-3 (18)                                                               | 5.         | kiesett | kiesett    | kiesett             | kiesett  | kiesett             | kiesett |
| George Carpenter | Párbajtőr, egyéni | Raimondo Carnera (DEN) · Fathallah Abdel Rahman (EGY) · Álvaro Mário Mourão (POR) · Emilio Meraz (MEX) · Darío Amaral (BRA) · Vito Simonetti (ARG) · That Hải Tơn (VIE) · 1-6 (19) | 8.         | kiesett | kiesett    | kiesett             | kiesett  | kiesett             | kiesett |
| Tom Kearney      | Párbajtőr, egyéni | Álvaro Pinto (POR) · Claude Nigon (FRA) · Ronald Parfitt (GBR) · Rubén Soberón (GUA) · Walter de Paula (BRA) · Lev Saychuk (URS) · Heikki Raitio (FIN) · 3-4 (17)                  | 4.         | Erkki Kerttula (FIN) · Per Carleson (SWE) · Sákovics József (HUN) · Oswald Zappelli (SUI) · John Fethers (AUS) · Raimondo Carnera (DEN) · Egill Knutzen (NOR) · Jean-Fernand Leischen (LUX) · 2-6 (20) | 9.         | kiesett             | kiesett  | kiesett             | kiesett |

* - egy másik versenyzővel azonos eredményt ért el

** - két másik versenyzővel azonos eredményt ért el